# Krzesło

Krzesło

Krzesło – rodzaj jednoosobowego siedziska z oparciem, przeważnie o konstrukcji szkieletowej. Niektóre źródła do definicji krzesła dodają określenie „bez podłokietników”, uważając ich zastosowanie za charakterystyczną cechę fotela. Inne źródła używają konsekwentnie formy „krzesło z podłokietnikami”. Jest jednym z najstarszych sprzętów w branży meblarskiej. W swojej historii przechodził najwięcej zmian formalnych w XVII i XVIII w. Stąd np. krzesła w stylu Ludwika XIV, XV, XVI różnią się tak znacznie, a są od siebie nieodległe w czasie.
Wykonywany najczęściej z drewna, stali, lub tworzyw sztucznych. Siedzisko i oparcie bywa tapicerowane.